# 5S
5S je termín používaný v managementu a v principech štíhlého řízení. Je používán jako označení pro 5 základních pravidel, kterými by se měla řídit organizace usilující o zavedení štíhlé, přehledné a čisté výroby. Původ hesel je japonský.

## Hesla 5S
1. Seiri – Rozděl – Projít a zkontrolovat pracoviště a vytřídit nepotřebné položky.
2. Seiton – Setřiď - Označení položek používaných při výrobě rozumným číslem nebo názvem.
3. Seiso – Uspořádej - Logické uspořádání položek, používaných při výrobě podle toho, jak následují v postupném procesu výroby.
4. Seiketsu – Zdokumentuj – Zdokumentovat a standardizovat veškeré postupy.
5. Shitsuke – Dodržuj - Systematizovat a dodržovat zjištěné postupy a plány.

Různé společnosti si původní japonské výrazy překládají dle svých potřeb, proto je možné se setkat i s jinými ekvivalenty (např. úprava na Clear out, configure, clean & check, conform, custom & practice). Dále je možné setkat se například s 6S nebo i s daleko více hesly atd. Záleží na firmě, kolika pravidly se chce řídit.
6S vzniklo proto, že v základním kontextu 5S chybělo "SAFETY".